# El médico (musical)
El médico es un musical español basado en la novela homónima de Noah Gordon, con libreto y letras de Félix Amador, y música de Iván Macías. Su trama central gira en torno a Rob J. Cole, un joven huérfano en la Inglaterra del siglo XI que posee un insólito don: es capaz de predecir la muerte con sus manos. Acogido como aprendiz por un cirujano barbero ambulante, el muchacho viaja por todo el país descubriendo la disciplina del trabajo y los secretos de la profesión. Cuando a la edad de diecinueve años escucha hablar de Avicena y su escuela de medicina en la lejana Persia, Rob parte hacia lo desconocido, dispuesto a atravesar medio mundo y convertirse en médico.
El espectáculo se estrenó oficialmente el 17 de octubre de 2018 en el Teatro Nuevo Apolo de Madrid, donde permaneció en cartel durante dos temporadas. Desde entonces, también ha salido de gira por España y ha podido verse en países como República Checa o Alemania.

## Desarrollo
La idea de adaptar la novela de Noah Gordon en un musical se le ocurrió al propio Iván Macías. Fue él, junto al productor Pablo Martínez, quien contactó con Michael Gordon, hijo y agente del escritor, para proponerle el proyecto. Tras escuchar algunos fragmentos de la obra, Gordon accedió a organizar un encuentro con su padre en Boston. Este primer contacto, que tuvo lugar en junio de 2016, fue el punto de partida de una estrecha colaboración con el novelista, quien no solo cedió los derechos para desarrollar el espectáculo, sino que además se involucró activamente en el proceso creativo.

## Producciones
Antes de su debut como musical de gran formato, una versión en concierto sinfónico visitó algunas localidades españolas en la temporada 2017/2018. Este anticipo, que dirigió y coreografió el británico Michael Ashcroft, fue protagonizado por Adrián Salzedo como Rob J. Cole, Talía del Val como Mary Cullen, Joseán Moreno como Barber, Alain Damas como Sha y Ricardo Truchado como Avicena.
El estreno de la producción teatral completa tuvo lugar el 17 de octubre de 2018 en el Teatro Nuevo Apolo de Madrid y contó con la presencia de Noah Gordon. En palabras del escritor, «la emoción de la novela ha conseguido traspasar a la música para que los lectores ahora puedan experimentar las aventuras de Rob J. Cole de una manera nueva y maravillosa». Adrián Salzedo como Rob J. Cole, Sofia Escobar como Mary Cullen, Joseán Moreno como Barber, Alain Damas como Sha y Ricardo Truchado como Avicena lideraron el reparto en esta ocasión. El equipo creativo estuvo formado por José Luis Sixto en la dirección, Francesc Abós en la coreografía, Alfons Flores en el diseño de escenografía, Lorenzo Caprile en el diseño de vestuario, Luis Perdiguero en el diseño de iluminación, Olly Steel en el diseño de sonido, Jorge Blass en el diseño de efectos mágicos e Iván Macías en la dirección musical.
Tras dos temporadas de éxito, El médico se despidió de Madrid el 12 de enero de 2020, habiendo sido visto por más de 250 000 espectadores. En abril de 2020 tenía previsto comenzar una gira nacional en el Teatre Tívoli de Barcelona, pero la pandemia de COVID-19 obligó a cancelar los planes.
A mediados de 2021 se anunció que beon. Entertainment había tomado las riendas del proyecto para desarrollar una nueva versión itinerante que recorrería las principales ciudades españolas. Este montaje, que contó con dirección de Ignasi Vidal, coreografía de Amaya Galeote, diseño de escenografía de Josep Simón y Eduardo Díaz, diseño de vestuario de Lorenzo Caprile, diseño de iluminación de Felipe Ramos, diseño de sonido de Alejandro Martín, dirección vocal de Gerónimo Rauch y dirección musical de Iván Macías se estrenó el 22 de diciembre de 2021 en el Cartuja Center de Sevilla y permaneció en la carretera durante más de un año, siendo su última función el 26 de febrero de 2023 en el Teatro Principal de Zaragoza. El elenco de la gira estuvo encabezado por Guido Balzaretti como Rob J. Cole, Cristina Picos como Mary Cullen, Joseán Moreno como Barber, Enrique Ferrer como Sha y Alberto Vázquez como Avicena.
Entre el 29 de octubre de 2024 y el 2 de marzo de 2025, la producción de beon. Entertainment se instaló en el Teatre Apolo de Barcelona con un nuevo reparto liderado por Federico Salles como Rob J. Cole, Alba Cuartero como Mary Cullen, Joseán Moreno como Barber, Paco Arrojo como Sha y Sergi Albert como Avicena. Una vez concluida su estancia en la Ciudad Condal, el espectáculo realizó un tour por algunas poblaciones españolas.

## Números musicales
| Acto I - «Prólogo: El diablo en Londres» - «El barbero ya llegó» - «Para hacerte mayor» - «El viaje» - «Hoy por fin» - «El barbero ya llegó (Reprise)» * - «Hoy partiré» - «La caravana» - «Ai-di-di-di-dai» - «Escrito en las estrellas» - «Isfahán» - «Final del primer acto» | Acto II - «Canción de los estudiantes» - «Aria del Sha» - «Lejos de ti» - «Los cuatro amigos» - «Shalom» - «En la tormenta (Canción de Mary)» - «Hoy por fin (Reprise)» * - «Soñaba» - «Final (La ciudad gris)» |

* Canción no incluida en el álbum grabado por el reparto original

## Repartos originales
| Personaje        | Concierto sinfónico (2017) | Madrid (2018)                                          | Gira (2021)       | Barcelona (2024)  | Gira (2025)       |
| Rob J. Cole      | Adrián Salzedo             | Adrián Salzedo                                         | Guido Balzaretti  | Federico Salles   | Federico Salles   |
| Mary Cullen      | Talía del Val              | Sofia Escobar                                          | Cristina Picos    | Alba Cuartero     | Alba Cuartero     |
| Barber           | Joseán Moreno              | Joseán Moreno                                          | Joseán Moreno     | Joseán Moreno     | Joseán Moreno     |
| Sha              | Alain Damas                | Alain Damas                                            | Enrique Ferrer    | Paco Arrojo       | Paco Arrojo       |
| Avicena          | Ricardo Truchado           | Ricardo Truchado                                       | Alberto Vázquez   | Sergi Albert      | Sergi Albert      |
| Agnes            | Angels Jiménez             | Noemí Mazoy                                            | Irene Barrios     | María Jaraiz      | María Jaraiz      |
| Mirdin           | Alberto Aliaga             | Raúl Ortiz                                             | Daniel Galán      | Laureano Ramírez  | Laureano Ramírez  |
| Karim            | Juan Delgado               | Juan Delgado                                           | Jordi Garreta     | Adrián de Vicente | Adrián de Vicente |
| Fritta           | Héctor Otones              | Álvaro Puertas                                         | Jordi Garreta     | Miguel Ferrer     | Miguel Ferrer     |
| Qandrasseh       | Beltrán Iraburu            | Beltrán Iraburu                                        | Miquel Mars       | Fernando Samper   | Fernando Samper   |
| Merlin           | Javier Navares             | Fernando Samper                                        | Miquel Mars       | Fernando Samper   | Fernando Samper   |
| Meir             | Raúl Ortiz                 | Alberto Aliaga                                         | Fran León         | Franc de Luna     | Franc de Luna     |
| Rob J. Cole niño | Victoria Galán             | Victoria Galán Diego Poch Paula González Noelia Rincón | Beatriz de Teresa | Beatriz de Teresa | Beatriz de Teresa |

Reemplazos destacados en Madrid
- Rob J. Cole: Gerónimo Rauch, Daniel Diges
- Mary Cullen: Ana San Martín, Talía del Val
- Mirdin: Alberto Frías, Jan Forrellat
- Rob J. Cole niño: Abril Aguirre, Alicia María Scutelnicu, Carmen Lara

Reemplazos destacados en gira
- Barber: Sergi Albert
- Sha: Paco Arrojo
- Mirdin: Ramsés Vollbrecht
- Qandrasseh / Merlin: Julio Morales

## Grabaciones
En julio de 2018, parte del equipo de El médico se desplazó hasta los Air Studios de Londres para grabar el álbum del musical junto a la London Symphony Orchestra. El doble disco, que fue producido por Kevin Killen, incluye prácticamente la totalidad de la partitura, dejando fuera solo algunos breves fragmentos. Varias de las voces que pueden escucharse en el álbum corresponden a intérpretes que habían participado en el concierto sinfónico pero que después no estarían en el reparto que estrenó el espectáculo en Madrid.

## Premios y nominaciones

### Producción original de Madrid
| Año                       | Premio                             | Categoría                          | Nominado                           | Resultado |
| ------------------------- | ---------------------------------- | ---------------------------------- | ---------------------------------- | --------- |
| 2019                      | Premio Max                         | Mejor espectáculo musical o lírico | Mejor espectáculo musical o lírico | Nominado  |
| Premio del Teatro Musical | Mejor musical                      | Mejor musical                      | Nominado                           |           |
| Premio del Teatro Musical | Mejor dirección de escena          | José Luis Sixto, Francesc Abós     | Nominados                          |           |
| Premio del Teatro Musical | Mejor dirección musical            | Iván Macías                        | Nominado                           |           |
| Premio del Teatro Musical | Mejor escenografía                 | Alfons Flores                      | Nominado                           |           |
| Premio del Teatro Musical | Mejor diseño de iluminación        | Luis Perdiguero                    | Nominado                           |           |
| Premio del Teatro Musical | Mejor diseño de sonido             | Olly Steel                         | Nominado                           |           |
| Premio del Teatro Musical | Mejor maquillaje y peluquería      | Feliciano San Román                | Nominado                           |           |
| Premio del Teatro Musical | Mejor figurinista                  | Lorenzo Caprile                    | Ganador                            |           |
| Premio del Teatro Musical | Mejor actriz protagonista          | Sofia Escobar                      | Nominada                           |           |
| Premio del Teatro Musical | Mejor actor protagonista           | Adrián Salzedo                     | Ganador                            |           |
| Premio del Teatro Musical | Mejor actriz de reparto            | Noemí Mazoy                        | Nominada                           |           |
| Premio del Teatro Musical | Mejor actor de reparto             | Alain Damas                        | Nominado                           |           |
| Premio del Teatro Musical | Interpretación destacada femenina  | Teresa Ferrer                      | Ganadora                           |           |
| Premio del Teatro Musical | Interpretación destacada masculina | Joseán Moreno                      | Ganador                            |           |

### Producción española de 2021
| Año  | Premio                    | Categoría                         | Nominado       | Resultado |
| ---- | ------------------------- | --------------------------------- | -------------- | --------- |
| 2023 | Premio del Teatro Musical | Interpretación destacada femenina | Cristina Picos | Nominada  |